# Alienware
Alienware és una empresa estatunidenca de maquinari filial de Dell. Fou fundada l'any 1996. Es dedica a crear ordinadors d'alt rendiment, tant de taula com portàtils, especialitzats en una gran qualitat a l'hora de jugar a videojocs.
El 22 de març de 2006 la companyia Dell va acordar la compra de la companyia Alienware.